# Filialdatei
Filialdateien (englisch sidecar files, buddy files oder connected files) sind Dateien, die zu einer anderen Datei gehörige Daten speichern (oft Metadaten), die vom Dateiformat der Hauptdatei nicht unterstützt werden.
Für jede Ursprungsdatei können eine oder mehrere Filialdateien angelegt werden. Dies steht im Gegensatz zu Metadaten-Datenbanken, bei denen eine Datenbank Metadaten zu mehreren Ursprungsdateien enthält.
In den meisten Fällen wird der Bezug zwischen Ursprungs- und Filialdatei über den Dateinamen hergestellt; Filialdateien haben denselben Basisdateinamen wie die Ursprungsdatei, wobei die Endung abweicht. Ein Problem bei diesem System ist, dass die meisten Betriebssysteme und Dateimanager keine Kenntnis dieser Beziehungen haben und den Nutzer einzelne Dateien umbenennen oder verschieben lassen, womit der Bezug verloren geht.

## Beispiele
Amiga-Hunk-Metadaten
Unter AmigaOS enthält eine Datei mit einer .info-Endung Metadaten zu einer zugehörigen ausführbaren Amiga-Hunk-Datei.
Extensible Metadata Platform (XMP)
XMP-Metadaten sind in einer Filialdatei gespeichert, wenn entweder ein Dateiformat die Einbettung von XMP-Metadaten nicht unterstützt oder wenn der Arbeitsablauf dies erfordert.
Verknüpfte Web-Dateien und Ordner
Ein Dateisystemobjekt, das zwei oder mehr Dateien assoziiert. Das Dateisystem behandelt verbundene Dateien beim Verschieben, Kopieren und Löschen als eine Einheit. Manche Versionen des Internet Explorers und von Microsoft Word können eine HTML-Datei und ihre verknüpften Ressourcen als eine solche Einheit speichern.
THM
Viele digitale Kameras legen neben einem aufgenommenen Video eine JFIF-kodierte Vorschaubilddatei ab mit der Dateinamenserweiterung .thm (von englisch „thumbnail“) und demselben Hauptdateinamen wie das Video. Dieses Verfahren ermöglicht das schnelle Anzeigen einer Standbildvorschau des Videos und das Speichern von Kameradaten, welche vom AVI-Dateiformat nicht unterstützt werden.
JPEG + WAV
Manche digitale Kameras ermöglichen Sprach-/Audio-Anmerkungen zu Photos. Diese werden als WAV-Audiodateien mit demselben Grunddateinamen neben der JPEG-Bilddatei abgelegt.
Meta Information Encapsulation (MIE)
Das MIE-Format ist ein erweiterbares, dediziertes Metadatenformatteil von ExifTool. MIE-Filialdateien können zum Verkapseln von Metadaten aus vielerlei Quellen dienen und diese mit jedweden anderen Dateitypen zusammenbündeln.
Eine Variante davon sind Kopien der Ursprungsdatei, die weitgehend dieselben Informationen enthalten, aber in einem anderen Format oder aus einer früheren Version:
Exif
Da viele JPEG-Bearbeitungs-Software in Digitalphotos gespeicherte Exif-Metadaten gewöhnlich zerstörten, erlaubt manche Photokatalogisierungsanwendung die Exif-Daten herauszulösen und in eine .exf-Datei zu speichern, damit die Metadaten später wieder in die JPEG-Datei eingefügt werden können.
Rohdaten + JPEG
Viele digitale Kameras ermöglichen gleichzeitig unkomprimierte Rohdaten und eine JFIF-kodierte Bilddatei zu speichern, wenn im Rohdatenmodus geschossen wird. Dies erlaubt schnellere Vorschau auf das Photo und Unterstützung durch Anwendungen, die das (oftmals undokumentierte) Rohdatenformat nicht unterstützen.
XMP
Darktable nutzt sowohl XMP-Filialdateien als auch eine schnelle Datenbank zum Speichern von Metadaten und Bearbeitungseinstellungen. Unter Windows wird i. d. R. zum Bilden des Namens der XMP-Filialdatei die Dateinamenserweiterung der Ursprungsdatei entfernt, was zu Konflikten führt, sobald Ursprungsdateien mit gleichem Basisnamen aber unterschiedlichen Dateinamenserweiterungen im selben Verzeichnis liegen.

## Alternativen
Anstatt Daten separat zu speichern, können sie als Teil der Hauptdatei gespeichert werden. Dies wird besonders bei Containerdateien gemacht, in welchen mehrere Arten von Daten gespeichert werden können. Anstatt von getrennten Dateien im Dateisystem können mehrere Dateien in einer Archivdatei zusammengefasst werden, die sie zusammenhält, aber erfordert von Software die Verarbeitung der Archivdatei anstatt einzelner Dateien. Dies ist eine allgemeine Lösung, da Archivdateien beliebige Dateien aus dem Dateisystem enthalten können.

### Alternative Datenströme
Eine Lösung für dieses Problem auf Dateisystemebene sind alternative Datenströme, die die Verknüpfung mehrerer Angaben mit einer einzelnen Datei erlauben. Filialdateien können als alternative Datenströme für Dateisysteme ohne native Unterstützung dafür gesehen werden.
Alternative Datenströme können mit üblichen Dateisystemwerkzeugen verarbeitet werden: Weil die Unterstützung in das Betriebssystem eingebaut ist, werden sie nicht als getrennte Dateien angezeigt und alle Anwendungen erben Unterstützung dafür. Allerdings können alternative Datenströme nicht auf Dateisysteme ohne Unterstützung dafür kopiert werden oder über einen Kanal übertragen werden, der keine alternative Datenströme unterstützt. Zum Datenaustausch werden alternative Datenströme stattdessen gewöhnlich als Filialdatei gespeichert.
Mac OS und OS X sind bedeutende Beispiele für Betriebssysteme mit Unterstützung für alternative Datenströme, den sogenannten resource forks im HFS-Dateisystem. Allerdings verursacht dies Probleme beim Datenaustausch über CD-ROMs im ISO-9660-Format, FAT-formatierte MS-DOS-Disketten und über E-Mail und erfordert die Nutzung von Filialdateien, um diese Informationen zu speichern.